# Інший світ (фільм, 2003)
«Інший світ» (англ. Underworld) — американський фантастичний бойовик, з елементами фільм жаху 2003 року режисера Лена Вайсмана про таємну історію вампірів і ліканів (скор. лікантроп). Перший (хронологічно другий) фільм серії «Інший світ». Основний сюжет розгортається навколо Селін (Кейт Бекінсейл), вампірки, яка є мисливцем на перевертнів. Вона звертає увагу на Майкла Корвіна (Скотт Спідман), людину, яка є мішенню ліканів. Після того як Майкла кусає перевертень, Селін повинна вирішити, чи слід їй виконувати свій обов'язок і вбити його, або ж піти проти свого клану і врятувати Корвіна.
Хоча критики зустріли фільм достатньо прохолодно, критикуючи награність і відсутність розвитку персонажів, менше число рецензентів похвалили елементи, такі як візуальні ефекти стилю готичний фільм і широко відпрацьовану міфологію вампірів-перевертнів, що служить передісторією фільму.

## Сюжет
У світі багато століть триває таємна війна між двома безсмертними расами — вампірами та перевертнями-«ліканами». І для тих, і для інших людство — лише стадо, джерело їжі. Серед безсмертних мало таких, хто пам'ятає, з чого почалася ворожнеча. Ще менше тих, хто знає, що і вампіри, і перевертні ведуть свій рід від однієї людини. І вони своє знання ретельно приховують. У секретних лабораторіях обидва роди створили для війни ефективну надсучасну зброю (принципи його роботи класичні: срібло — проти перевертнів, ультрафіолет — проти вампірів).
Селін (Кейт Бекінсейл) — вампір-боєць, професійний винищувач перевертнів (інакше званих «вісниками смерті»). Під час однієї з бойових операцій вона виявляє, що перевертні цілеспрямовано переслідують конкретну людину — Майкла Корвіна (Скотт Спідмен). Зацікавившись, навіщо перевертням знадобився Майкл, Селін починає стеження за ним.
Ватажку ліканів Люціану (Майкл Шин) вдається прорватися в житло Майкла та вкусити його, щоб перетворити на перевертня. Селін закохується в Майкла і ховає його в резиденції вампірів — особняку одного зі Старійшин, Віктора, через що свариться з родичами. Незабаром з'ясовується, що хтось із впливових вампірів, Крейвен, виконавець обов'язків глави клану на час сну Старійшин, вступив у таємну змову з перевертнями, щоб захопити владу. Для розкриття змови Селін раніше терміну будить від столітнього сну Віктора (Білл Наї).
Виявляється, Люціан планує за допомогою Майкла зламати сформоване між вампірами та перевертнями співвідношення сил. Майкл — прямий нащадок Олександра Корвінуса, родоначальника всіх безсмертних, єдиний, хто може бути одночасно вампіром і перевертнем. Змішавши його кров з кров'ю всіх безсмертних, Люціан створює з нього надістоту, напіввампіра-напівперевертня, ворога тих й інших, що буде володіти надприродною силою, здатною перемогти навіть Віктора. Головною метою Люціана є помста: колись він був закоханий у дочку Віктора, але Віктор був переконаний, що злиття рас неможливо, і щоб запобігти цьому, вбив доньку, яка завагітніла від Люціана. Саме це поклало початок війні безсмертних. Розповівши про це Селін, Крейвен змушує її переглянути своє ставлення до війни.
Віктор, дізнавшись про плани Люціана, здійснює наліт на лігво перевертнів. Селін дізнається від Крейвена, що саме Віктор, а не перевертні, колись убив її сім'ю; допомагає завершити трансформацію Майкла, вкусивши його. У жорстокій битві Майкл і Селін вбивають Віктора, тепер вони вороги обох видів. Тим часом в особняку кров просочується до трупа в саркофазі. Маркус, носій штаму Корвінуса, прокидається.

## Ролі
- Кейт Бекінсейл — Селін
- Скотт Спідман — Майкл Корвін
- Білл Наї — Віктор
- Майкл Шин — Луціан
- Шейн Броллі — Крейвен
- Софія Майлс — Еріка
- Роббі Джі — Кан
- Кевін Грев'є — Рейз
- Зіта Горог — Амелія
- Скотт Макелрой — Сорен
- Вентворт Міллер — Адам Локвуд
- Генк Амос — Натаніель

## Виробництво
Фільм був предметом позову про порушення авторських прав з боку White Wolf, Inc і Ненсі Коллінз, які стверджували, що сюжет занадто схожий на ігри Vampire: The Masquerade і Werewolf: The Apocalypse, які розташовані у всесвіті Світ темряви. Позов закінчився конфіденційним врегулюванням.
Спеціальних ефектів не було, щоб змінити голос Кевіна Грев'є (грає Рейза). Його виразний голос дійсно є таким глибоким.
До показу трилера в США президент компанії Screen Gems схвалив не тільки сиквел «Іншого світу», але й приквел після того, як побачив кількість квитків, проданих лише в Канаді.
Кейт Бекінсейл вперше зустріла свого чоловіка Лена Вайсмана на зйомках цього фільму.
Рона Мітра, яка розглядалася на роль Селін, пізніше зіграла Соню в приквелі Інший світ: Повстання ліканів.

## Сприйняття
На сайті IMD рейтинг фільму становить 7/10, Rotten Tomatoes — 31% від критиків і 80% від аудиторії.

### Касові збори
Фільм зібрав $51 970 690 на внутрішньому ринку та $95 708 457 по всьому світу.